# Herbert MacKay-Fraser
Herbert MacKay-Fraser (Recife, Pernambuco, 1927. június 23. – Reims, 1957. július 14.) amerikai autóversenyző.

## Pályafutása
1956-ban és 1957-ben részt vett a Le Mans-i 24 órás versenyen. Az 56-os futamon Colin Chapman társaként állt rajthoz, azonban kettősük nem ért célba. Az 1957-es viadalon honfitársával, Jay Chamberlainel abszolút kilencedik és kategória elsőként zártak.
1957-ben rajthoz állt a Formula–1-es világbajnokság francia versenyén. Herbert a tizenkettedik helyről indult, majd remek rajtjának köszönhetően az ötödik helyre jött fel. A futam huszonnegyedik körében váltógondok miatt kiesett. Mindössze egy héttel a francia nagydíj után halálos balesetet szenvedett egy Formula–2-es versenyen Reimsben.

## Eredményei

### Le Mans-i 24 órás autóverseny
| Év   | Csapat            | Autó         | Csapattárs      | Helyezés |
| ---- | ----------------- | ------------ | --------------- | -------- |
| 1956 | Lotus Engineering | Lotus Eleven | Colin Chapman   | Kesett   |
| 1957 | Lotus Engineering | Lotus Eleven | Jay Chamberlain | 9.       |

### Teljes Formula–1-es eredménylistája
(Táblázat értelmezése)

(Félkövér: pole-pozícióból indult; dőlt: leggyorsabb kört futott) 

| Év   | Csapat                   | Modell  | Motor          | 1   | 2   | 3   | 4      | 5   | 6   | 7   | 8   | Helyezés | Pont |
| ---- | ------------------------ | ------- | -------------- | --- | --- | --- | ------ | --- | --- | --- | --- | -------- | ---- |
| 1957 | Owen Racing Organisation | BRM P25 | BRM Straight-4 | ARG | MON | 500 | FRA Ki | GBR | GER | PES | ITA | -        | 0    |